# Acamant (fill de Teseu)

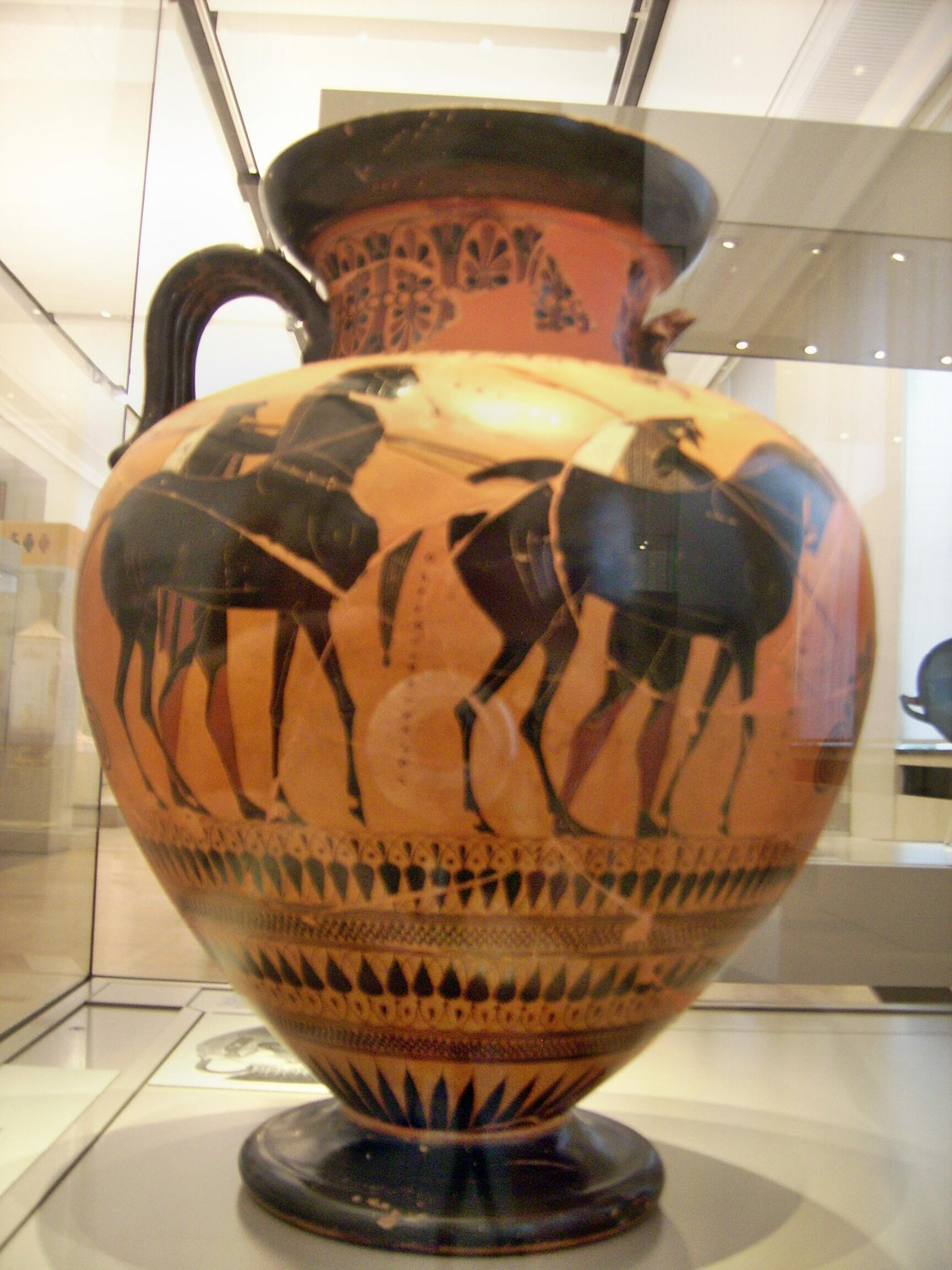
Acamant i Demofont

Segons la mitologia grega, Acamant (grec antic: Ἀκάμας, llatí: Acamas) fou un heroi fill de Teseu i de Fedra.
Va anar en ambaixada a Troia juntament amb Diomedes per reclamar Helena abans de l'inici de la guerra. Allà el va veure Laòdice, filla de Príam, que s'enamorà d'ell. La noia va confessar el seu amor a la dona de Perseu, Filòdia, que va decidir ajudar-la. Va persuadir el seu marit, que era rei de Dardània, ciutat aliada i veïna de Troia, perquè convidés els dos joves per separat a un banquet i els posés de costat, dient que Laòdice era una cortesana de l'harem de Príam. A l'acabar el banquet estaven casats. D'aquesta unió nasqué un fill de nom Múnit, que va ser educat a la casa de Príam per la seva besàvia Etra, mare de Teseu, que en aquell moment era una esclava captiva d'Helena. Quan va haver caigut Troia, Múnit va tornar amb el seu pare, que el va portar amb ell cap a l'Àtica, però va morir a Olint, quan el va picar una serp.
Acamant va ser un dels guerrers que s'introduïren a la ciutat amb el cavall de Troia en l'assalt definitiu. En retornar a Grècia va parar a Tràcia on es va enamorar de Fil·lis, cosa que el va fer quedar molt de temps en aquell país. Després va anar a Xipre on va fundar una colònia. S'explica que va morir allí al caure sobre la seva espasa de dalt el cavall. També s'explica la mateixa història referida al seu germà Demofont.
El seu nom fou donat a un cap de Xipre, a una ciutat a Frígia i a una tribu de l'Àtica (els acamàntides).